# Chyasal ANFA Technical Football Center
Chyasal ANFA Technical Football Center – to stadion piłkarski w Patanie (Lalitpurze) w Nepalu. Jest własnością All Nepal Football Association (ANFA) i swoje mecze rozgrywają na nim drużyny piłkarskie Nepal National League. Stadion może pomieścić 3000 widzów.